# Wygoniczi (stacja kolejowa)
Wygoniczi (ros. Выгоничи) – stacja kolejowa w miejscowości Wygoniczi, w rejonie wygonickim, w obwodzie briańskim, w Rosji. Położona jest na linii z Briańska do Homla.

## Historia
Stacja powstała w XIX w. na poleskiej drodze żelaznej, pomiędzy stacjami Pilszyno i Połużje.